# Omeka
Omeka est un logiciel libre de gestion de bibliothèque numérique mis à disposition sous la licence GPL.
L'outil est développé par le Center for History and New Media (CHNM) de l'Université George Mason qui est aussi à l'origine du logiciel de gestion bibliographique Zotero. Début 2013, le site d’Omeka recense plusieurs dizaines de projets dans le monde l’utilisant, une trentaine de sites francophones sont recensées à la fin 2016, parmi lesquels Europeana. Cet outil est « dédié à l’organisation, à l’exposition, à la mise en ligne de données iconographiques, avec leurs métadonnées, qui permet d’en faire très facilement une publication sur le Web ». De conception modulaire, l'outil permet à chaque site d'adapter les fonctionnalités proposées à l'aide de plugins et de thèmes.  
En 2008, le logiciel a reçu 50 000 dollars de la fondation Andrew Mellon dans le cadre du Mellon Awards for Technology Collaboration.
À partir de 2012, le développement d’Omeka S commence afin de proposer une version intégrant une couche sémantique de lien entre les données. La première version stable d’Omeka S parait en novembre 2017 tandis que continue d’être développé en parallèle Omeka qui se voit qualifié de « classic » (classique).
Depuis 2016, le projet s'est affranchi de la tutelle du CHNM de l'université George Mason pour passer sous l'égide de la structure à but non commercial Digital Scholar qui gère aussi Zotero ou encore Tropy.

## Caractéristiques techniques
Omeka Classic est uniquement compatible avec le système d'exploitation Linux, en plus de nécessiter un environnement Apache, MySQL et PHP. Le logiciel ImageMagick est aussi nécessaire pour la manipulation d'images.
Omeka supporte l'hébergement et l'affichage de presque tous les formats de fichiers. Ces objets sont décrits dans le système à l'aide de métadonnées suivant la sémantique du Dublin Core. De plus, de nombreux plugins disponibles permettent de lier des informations (images, fichiers audio, articles, etc.) provenant d'autres sources.
Le site Web officiel de la plateforme permet le téléchargement de plugins produits par l'équipe de développeurs d'Omeka. Au fil des années, la communauté d'utilisateurs a aussi publié de nombreux plugins dans les dépôts GitHub. Des plugins de traduction en braille, de lecture vocale de l'écran et de navigation par raccourcis clavier permettent à la plateforme de répondre aux recommandations d’accessibilité du W3C.
La diversité de ces extensions permet entre autres aux administrateurs de faire communiquer Omeka avec d'autres logiciels tels que Zotero et Dropbox et d'accélérer différentes opérations de mise à jour ou de description de nouveaux objets.

## Différentes versions

### Omeka Classic
À la suite du développement de nouvelles versions, Omeka se fait renommer Omeka Classic, ou Omeka.org. Dans la plupart des évaluations du logiciel qu'on retrouve dans la littérature, c'est cette version qui est examinée. Le code source est ouvert à tous et peut être téléchargé gratuitement à partir du site Web officiel et installé sur un serveur local. Cette option est préférée par les bibliothèques et centres d'archives qui possèdent leurs propres serveurs et une équipe de support technique qui pourra s'occuper de l'installation, de la maintenance des serveurs et de la programmation. Cette autonomie leur permet de profiter pleinement de la flexibilité qu'offre Omeka.org en matière de personnalisation.

### Omeka.net
En 2010, le CHNM lance Omeka.net, une version à faible coût qui demande moins de ressources et de gestion que Omeka Classic. Les utilisateurs ont désormais l'option de faire héberger leurs collections sur des serveurs externes. Cette version permet à des personnes moins expérimentées de profiter des fonctionnalités d'Omeka. L'utilisateur n'a pas à maintenir le code du logiciel, mais a accès à tous les mêmes paramètres de gestion de ses expositions.
Au-delà de l'option gratuite, quatre niveaux d'abonnements annuels sont disponibles, allant de 35 à 1000 dollars américains. Ils offrent progressivement accès à plus d'espace d'entreposage, de nombre de sites hébergés, de plugins et de choix d'apparence.

### Omeka S
En 2017, après 5 ans de développement, une nouvelle version est lancée. Comme Omeka.net, Omeka S permet l'hébergement et la gestion de plusieurs sites Web. La différence cruciale est ici l'utilisation de JSON-LD comme format de données. Ce format permet, à partir d'une donnée liée sur le site hébergé par Omeka, de naviguer vers d'autres sites Web, hébergés sur d'autres serveurs. De plus, cette version offre une interface unique pour la gestion de l'installation, des mises à jour et des différents paramètres des sites développés.

## Exemples de projets utilisant Omeka